# Gieorgij Chołostiakow
Gieorgij Nikiticz Chołostiakow (ros. Гео́ргий Ники́тич Холостяко́в, ur. 20 lipca?/2 sierpnia 1902 w Baranowiczach, zm. 22 lipca 1983 w Moskwie) – radziecki dowódca wojskowy, wiceadmirał, Bohater Związku Radzieckiego (1965).

## Życiorys
Był synem białoruskiego maszynisty kolejowego. Od sierpnia 1919 jako żołnierz Armii Czerwonej walczył w wojnie domowej i w wojnie z Polską jako żołnierz oddziałów specjalnego przeznaczenia i politruk kompanii piechoty, w 1920 został ranny w walce z Polakami i wzięty do niewoli, z której wrócił w styczniu 1921. Od grudnia 1921 służył w Robotniczo-Chłopskiej Flocie Czerwonej, skończył szkołę wojskowo-morską, a w 1925 Wojskowo-Morską Szkołę Hydrograficzną, później był na specjalnych kursach kadry dowódczej Floty Wojskowo-Morskiej ZSRR, po czym został starszym pomocnikiem dowódcy łodzi podwodnej „Proletarij”, następnie łodzi podwodnej „Batrak” i „L-55”, w 1931 był dowódcą i komisarzem łodzi podwodnej „Bolszewik”. W 1932 skończył kursy taktyczne przy Akademii Wojskowo-Morskiej i został skierowany do Floty Pacyficznej, dowodził dywizjonem łodzi podwodnych i brygadą łodzi podwodnych, po wprowadzeniu w ZSRR stopni wojskowych został kapitanem 2 rangi.
7 maja 1938 został aresztowany i oskarżony o kontakty z wrogami narodu mającymi „szpiegować na rzecz Polski, Anglii i Japonii”, i 17 sierpnia 1939 skazany przez wojskowy trybunał Floty Pacyficznej na 15 lat łagru, 5 lat utraty praw i pozbawienie stopnia wojskowego i odznaczeń. W maju 1940 został zwolniony i odzyskał stopień wojskowy i odznaczenia.
Od września 1940 do lutego 1941 dowodził brygadą łodzi podwodnych Floty Czarnomorskiej, następnie został szefem wydziału Floty Czarnomorskiej, od lipca do września 1941 szefem sztabu, później dowódcą bazy wojskowo-morskiej w Noworosyjsku, uczestniczył w ubezpieczaniu kerczeńsko-teodozyjskiej operacji desantowej, organizacji zaopatrzenia wojsk radzieckich w Sewastopolu i przygotowaniu obrony Noworosyjska. W sierpniu 1942 został dowódcą noworosyjskiego rejonu obronnego, jednocześnie od grudnia 1943 do marca 1944 dowodził Azowską Flotyllą Wojskową, a od grudnia 1944 do końca wojny dowodził Flotyllą Dunajską. 13 grudnia 1942 został kontradmirałem, a 24 maja 1945 wiceadmirałem. W 1950 ukończył ze Złotym Medalem Akademię Sztabu Generalnego, 1950-1951 dowodził Flotyllą Kaspijską, od listopada 1951 do maja 1953 7 Flotą na Pacyfiku, następnie był zastępcą szefa Zarządu Przygotowania Bojowego Sztabu Głównego Floty Wojskowo-Morskiej ZSRR, w 1969 zakończył służbę wojskową. Został zamordowany w swoim mieszkaniu. Pochowano go na Cmentarzu Kuncewskim.

## Odznaczenia
- Złota Gwiazda Bohatera Związku Radzieckiego (7 maja 1965)
- Order Lenina (trzykrotnie - 23 grudnia 1935, 30 kwietnia 1946 i 7 maja 1965)
- Order Czerwonego Sztandaru (trzykrotnie - 22 lutego 1943, 3 listopada 1944 i 2 czerwca 1951)
- Order Suworowa I klasy (18 września 1943)
- Order Uszakowa I klasy (dwukrotnie - 20 kwietnia 1945 i 28 czerwca 1945)
- Order Wojny Ojczyźnianej I klasy (28 kwietnia 1945)
- Order Czerwonej Gwiazdy (1982)
- Order Partyzanckiej Gwiazdy (Jugosławia)

I medale ZSRR oraz odznaczenia brytyjskie, austriackie, bułgarskie, węgierskie, rumuńskie i czechosłowackie.